# Miguel Zaragoza y Aranquizna
Miguel Zaragoza y Aranquizna (Gapan o Iloilo, 29 de setembre de 1842-Manila, 5 de març de 1923) fou un pintor i escriptor filipí.
Fill de Rafael Zaragoza, representant de la Corona espanyola a la província de Nueva Ecija encarregat de vetllar pels interessos en els impostos del monopoli del tabac. Format a l'Escola de Dibuix i Pintura de Manila, rebé una beca per ampliar els seus estudis a Europa entre 1879 i 1885. S'instal·là primer a Madrid, on continuà la formació a la Reial Acadèmia de Belles Arts de San Fernando, després a la Reial Acadèmia d'Espanya a Roma entre 1882 i 1885. Posteriorment feu estada a Barcelona i participà a l'Exposició Universal de 1888, on va obtenir una medalla d'argent. Presentà les seves obres a diverses exposicions internacionals i regionals i guardonat amb alguns premis, per exemple el 1881 a l'Exposició Nacional de Belles Arts amb el llenç Els dos crepuscles, el 1883 a l'Exposició Hernández amb Un estudi i el 1887 a l'Exposició de les Filipines celebrada a Madrid amb l'obra Estanc nacional, també anomenada La migdiada.
Hom l'ha identificat amb un poeta filipí del mateix nom i present a Madrid els mateixos anys que publicà un llibre de poemes escrit en castellà anomenat Flores filipinas (1864), considerat com el primer poeta hispanofilipí. L'obra es considerada precursora del propagandisme, un corrent literari i patriòtic desenvolupat per estudiants com José Rizal a Madrid i Barcelona, especialment amb la intensificació dels viatges entre colònia i metròpoli amb l'obertura del canal de Suez. El llibre denota influències barroques, neoclàssiques i tardorromàntiques, reflexos de culteranisme i tints de Lista, Espronceda i el duc de Rivas.
El 1891 tornà a Manila, i des de llavors va alternar la pràctica artística amb l'ensenyament. En l'àmbit artístic, participà com a il·lustrador en l'obra enciclopèdica Flora de Filipinas de l'agustí fra Francisco Manuel Blanco, i el 1904 obté una medalla d'or en l'Exposició Universal de Missouri. En l'àmbit educatiu fou membre fundador i mestre a l'Escola de Belles Arts de la Universitat de les Filipines, de l'Ateneu Municipal de Manila i del Liceu de la mateixa ciutat. També fou crític d'art, escrivint articles a La Ilustración Filipina, revista fundada pel seu germà José, de la qual va ser coeditor fins a 1895. A la mateixa publicació es deixà portar per l'esperit d'exaltació nacional que movia a Madrid als propagandistes i donà preferència als assoliments artístics propis de filipins. Com a escriptor a vegades emprà el pseudònim «Mario».
Fou el redactor final de la Constitució de Malolos.